# Elettrotreni STEFER gruppi 800 e 810

Gli elettrotreni 801 e 802 accoppiati in doppia trazione durante le corse dimostrative del 1953

Gli elettrotreni gruppo 800-810 della STEFER di Roma sono stati due gruppi di tre e sette elettrotreni a potenza distribuita per il servizio extraurbano sulla ferrovia Roma-Fiuggi-Alatri-Frosinone.

## Storia
Nel 1950, a ricostruzione della ferrovia praticamente ultimata, si pone il problema di cosa fare del servizio extraurbano. È infatti iniziato un declino inarrestabile del traffico viaggiatori (il trasporto merci è ormai ridotto ai minimi termini) e non si può d'altronde pretendere che con la sempre maggiore efficienza degli autoservizi, in un periodo in cui è alle porte la motorizzazione di massa, la gente continui ad affidarsi ad un treno che ancora utilizza materiale rotabile risalente al periodo 1915-1921 e che, tra infinite curve e controcurve, impiega circa tre ore e mezza fino a Fiuggi e più di quattro ore fino ad Alatri. La prova non del tutto buona dei bloccati extraurbani del 1950, concepiti per un tracciato in gran parte da rinnovare e "costretti" a circolare sul percorso originario del 1912-1918, e la impellente necessità di aumentare la capacità e le prestazioni del servizio portano così ad un progetto rivoluzionario. Dopo aver stabilito nel 1916 il primato della trazione elettrica a 1.650 volt (il massimo ammesso dalla tecnologia dell’epoca), la Ferrovia Roma-Fiuggi-Alatri-Frosinone stabilisce quello di veder circolare i primi elettrotreni a potenza distribuita costruiti per una linea ferroviaria in concessione a scartamento ridotto. L’idea trae origine dalla versione extraurbana a tre casse e sei motori dei tram serie 400, rimasta in seguito soltanto sulla carta. L’avanguardia del progetto porta in seguito alla costruzione di unità simili per la linea delle Dolomiti e la Circumvesuviana. L'ottimo risultato di tutte queste applicazioni porta alla decisione di acquistare altre sette unità che nel 1962, assieme ai bloccati e ai treni del 1953, consentono la radiazione di tutto il materiale rotabile di vecchia tipologia.

## Meccanica
- Elettrotreni 801-803

I primi elettrotreni, costruiti dalle Officine Stanga, entrano in servizio nel 1953 con due caratteristiche innovative, la completa aderenza e i carrelli Brill 97-E dotati di freno a pattini elettromagnetici. Queste due caratteristiche, assieme all'abbassamento della catenaria, sono fondamentali per affrontare il percorso ben più che accidentato e contorto della linea, al punto da ridurre la percorrenza Roma-Fiuggi da 3,45 a 2,30 ore grazie alla possibilità di procedere fino a 50 km/h contro il limite a 30 del materiale di vecchio tipo. Le casse sono dotate di quattro porte per ogni fiancata, a quattro antine a comando elettropneumatico, con un compartimento di prima classe e due di terza; i posti a sedere sono 18 per la prima classe e 64 per la terza mentre la capienza di persone in piedi, vestiboli compresi, è di 147 persone. Gli elettrotreni 801-803 sono gli ultimi rotabili della linea ad adottare la divisione in classi (abolita nel 1956) e la livrea FS castano-isabella e come i bloccati del 1950 possono essere uniti in doppia trazione, qui attraverso l'aggancio tipo Scharfenberg in uso anche sulle elettromotrici MR 100 e 200 della metropolitana B.
È da notare che i tre convogli sono tutti andati incontro ad un destino avverso: l'803 è distrutto da un incendio provocato da un fulmine nel 1971, 801 e 802 finiscono entrambi con una semicassa distrutta in altrettanti incidenti, ciò che porta ad unire quella rimasta integra dell'802 nell'ETR 801. 
- Elettrotreni 810-817

Nel 1962 entra in servizio il secondo gruppo di elettrotreni, del tutto simili ai precedenti ma con alcune innovazioni legate all'esperienza maturata nel frattempo. Analoghi per articolazione, lunghezza, larghezza, passo ed interperno dei carrelli Brill 97-E si differenziano per la tara di 56 t, l’adozione di otto motori MTS3 da 108 CV (contro i 104 dei precedenti GLM1303), la riduzione degli accessi a due per fiancata, un vano bagagli di dimensioni più ridotte e, infine, per l’aspetto più moderno della cassa, priva del faro superiore frontale. Quest’ultima è verniciata in bianco e blu, colorazione cui sono in seguito adeguati gli 800 e, più in generale, tutto il parco rotabile della ferrovia in servizio dopo il 1962, e si presenta internamente con compartimenti a classe unica.

## Servizio

L'elettrotreno 815 nelle strade di Fiuggi

La possibilità di effettuare una corsa Roma-Fiuggi in 2,30 ore, ovvero col tempo di percorrenza del treno rapido pur effettuando tutte le fermate, rende nuovamente competitivo il treno rispetto agli autoservizi concorrenti, nel frattempo andati incontro a miglioramenti notevoli con gli autobus Lancia Esatau e Fiat 682. Il contemporaneo impiego delle prime tre unità ETR e dei bloccati del 1950, che va a regime nel 1954, non esclude tuttavia l'impiego del materiale di vecchia tipologia per il largo impiego che la STEFER fa della possibilità di accoppiare i rotabili in doppia trazione. Solo nel 1962, con l'arrivo dei treni gruppo 810, è possibile ritirare dal servizio i rotabili più antiquati, e in tale occasione (nuovo orario estivo di tale anno) il servizio ferroviario viene diviso in due: elettrotreni e bloccati effettuano la relazione Roma-Fiuggi, due rotabili precedenti ma ammodernati (le elettromotrici 457 e 434) sono impiegati tra Fiuggi e Alatri con l'introduzione del cosiddetto esercizio a spola, che non richiede il presenziamento delle stazioni e rende sufficiente la presenza di un assuntore alla sola stazione terminale di Alatri. Nonostante l'arretramento del capolinea di Roma alle Ferrovie Laziali (che doveva essere provvisorio) il traffico viaggiatori sulla linea aumenta e si mantiene proficuo per tutto il decennio degli anni '60. Il mancato seguito ai piani di ammodernamento elaborati fin dal 1950, l'apertura dell'autostrada Roma-Napoli porta con gli anni '70 ad un nuovo declino, stavolta inarrestabile, che porta alla chiusura del servizio extraurbano nel 1984. Pur non adatti a un servizio di tipo tranviario il superstite ETR 801 e i sette 810 fanno servizio tra Roma e Pantano Borghese fino al 1998.